# Ryo Wada
Ryo Wada (født 5. juli 1995) er en japansk fodboldspiller, som spiller for den japanske fodboldklub FC Ryukyu.